# Williamsport (Indiana)
Williamsport è una città degli Stati Uniti d'America, situata nello Stato dell'Indiana e in particolare nella Contea di Warren, della quale è anche il capoluogo.